# Villardeciervos
Villardeciervos è un comune spagnolo di 479 abitanti situato nella comunità autonoma di Castiglia e León.
Il comune comprende, oltre al capoluogo, il centro abitato di Cional.